# Trasplante de microbiota fecal
El trasplante de microbiota fecal o trasplante de heces (FMT Fecal Microbiota Trasplant, por sus siglas en inglés) es el proceso mediante el que se transfieren los microbios intestinales de las heces de un individuo sano al intestino grueso de una persona enferma. Se lo realiza para restaurar la microflora del colon mediante la introducción de una flora bacteriana "saludable" a través de la infusión de heces, por ejemplo, mediante colonoscopia, enema, tubo orogástrico, o por vía oral en forma de una cápsula que contiene material liofilizado, obtenido de un donante sano. Se ha demostrado eficacia del FMT, en ensayos clínicos para el tratamiento de la infección por Clostridioides difficile (CDI), que puede causar desde diarrea hasta colitis pseudomembranosa. También puede ayudar a combatir muchas otras enfermedades, incluso alergias.

## Usos médicos

### Infección porClostridioides difficile

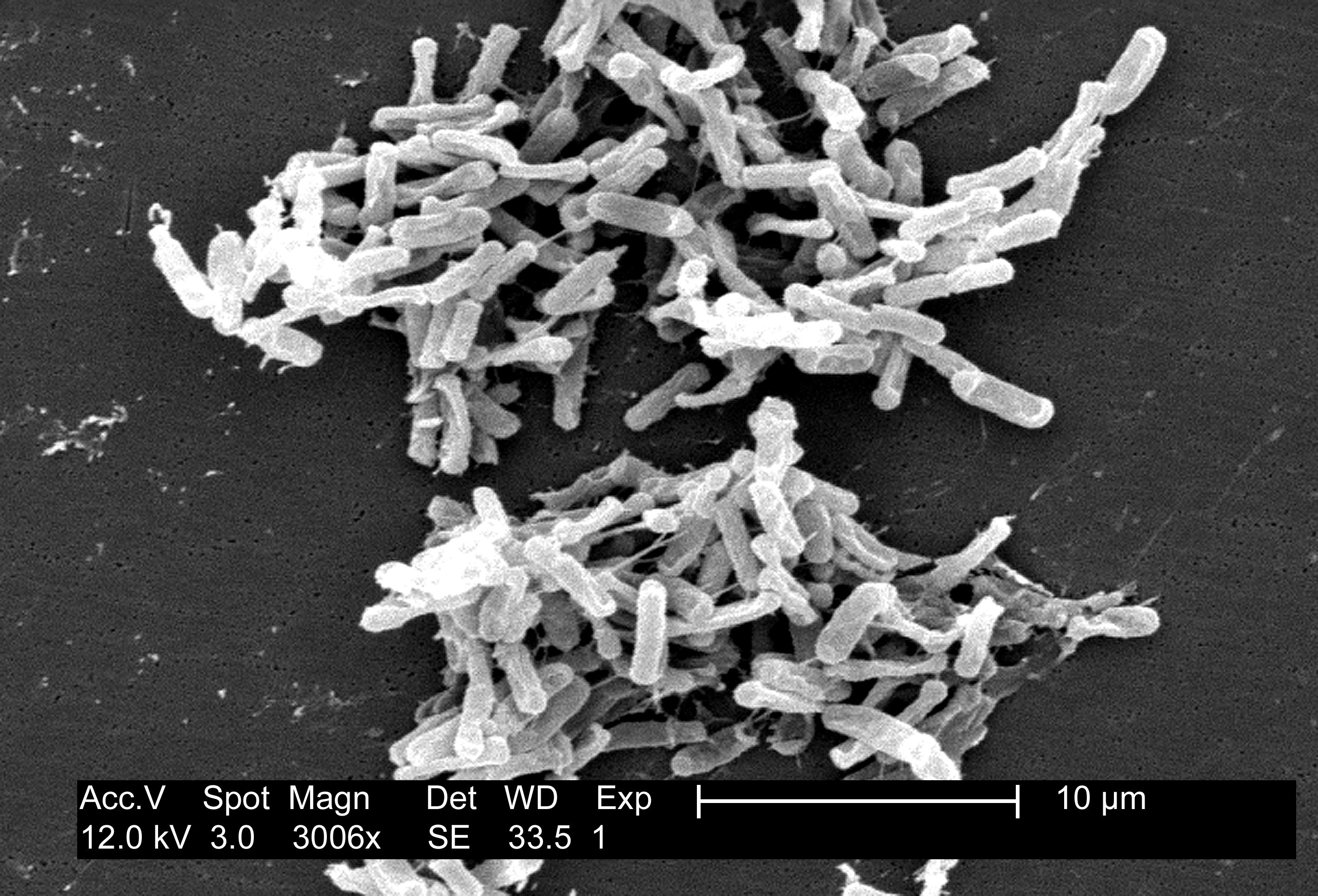
Clostridioides difficile 01

El trasplante de microbiota fecal (FMT)  es aproximadamente del 85 al 90 por ciento efectivo en aquellos para quienes los antibióticos no han funcionado o en quienes la enfermedad recurre después de los antibióticos. La mayoría de las personas con CDI se recuperan con un tratamiento de FMT.
Un estudio de 2009 encontró que el trasplante de microbiota fecal FMT era un procedimiento simple y efectivo, más rentable que la administración continua de antibióticos y reducía la incidencia de resistencia a los antibióticos.
Algunos profesionales médicos lo consideraron una vez como "terapia de último recurso", debido a su naturaleza inusual e invasiva en comparación con los antibióticos, el riesgo potencial percibido de transmisión de infecciones y la falta de cobertura de Medicare para las heces de los donantes, declaraciones de posición de especialistas en enfermedades infecciosas y otras sociedades han estado moviendo hacia la aceptación del FMT como terapia estándar para la recaída de CDI y también la cobertura de Medicare en los Estados Unidos.
Se ha recomendado que el FMT endoscópico se eleve a un tratamiento de primera línea para personas con deterioro e infección severa recurrente por C. difficile.

### Colitis ulcerosa y otras afecciones gastrointestinales
En mayo de 1988, el profesor australiano Thomas Borody trató al primer paciente con colitis ulcerosa mediante un trasplante de microbiota fecal, lo que condujo a una resolución duradera de los síntomas. Después de eso, Bennet publicó el primer informe del caso que documenta la reversión de la propia colitis de Bennet usando FMT. Mientras que C. difficile se erradica fácilmente con una sola infusión de FMT, generalmente este no parece ser el caso de la colitis ulcerosa. La experiencia publicada del tratamiento de la colitis ulcerosa con FMT muestra en gran medida que se requieren infusiones múltiples y recurrentes para lograr una remisión o cura prolongada.

## Efectos adversos
Los efectos adversos se entendieron mal a partir de 2016.  Incluyeron infecciones bacterianas en la sangre, fiebre, síndrome similar al SIRS, exacerbación de la enfermedad inflamatoria intestinal en personas que también tenían esa afección y malestar gastrointestinal leve que generalmente se resolvió poco después del procedimiento, incluyendo flatulencia, diarrea, deposiciones irregulares, distensión abdominal/hinchazón, dolor/sensibilidad abdominal, estreñimiento, calambres y náuseas.
Una persona murió en los Estados Unidos en 2019 después de recibir un trasplante fecal que contiene bacterias resistentes a los medicamentos; otra persona que recibió el mismo trasplante también fue infectada. La FDA emitió una advertencia sobre la importancia de seleccionar bien los donantes.

## Técnica
Actualmente existe una serie de pautas de consenso basadas en la evidencia con respecto a la administración óptima de FMT trasplante de microbiota fecal. Dichos documentos han esbozado en detalle el procedimiento de FMT, incluida la preparación de material, la selección y selección de donantes, y la administración de FMT.
La microbiota intestinal comprende todos los microorganismos que residen a lo largo del tracto gastrointestinal, incluidos los organismos comensales, simbióticos y patógenos. El trasplante de microbiota fecal o FMT es la transferencia de material fecal que contiene bacterias y antibacterianos naturales de un individuo sano a un receptor enfermo.

### Selección de donantes
La preparación para el procedimiento requiere una cuidadosa selección del donante. Los parientes cercanos a menudo se eligen debido a la facilidad de detección; sin embargo, en el caso del tratamiento de C. difficile activo, los miembros de la familia y los contactos íntimos pueden ser más propensos a ser portadores.
Este examen incluye cuestionarios de historia médica, exámenes para varias enfermedades médicas crónicas (por ejemplo, síndrome del intestino irritable, enfermedad de Crohn, cáncer gastrointestinal, etc.), y pruebas de laboratorio para infecciones gastrointestinales patógenas (por ejemplo CMV, C. difficile, salmonella, Giardia, parásitos gastrointestinales, etc.)

### Preparación de espécimen
No se han acordado valores estándar de laboratorio, por lo que las recomendaciones varían según el tamaño de la muestra a preparar, que van desde 30 a 100 gramos (1.1 a 3.5 onzas) de material fecal para un tratamiento efectivo. Las heces frescas se usan para aumentar la viabilidad de las bacterias dentro de las heces y las muestras se preparan dentro de 6 a 8 horas. Luego, la muestra se diluye con 2.5–5 veces el volumen de la muestra con solución salina normal, agua estéril, o leche al 4%. Algunos lugares mezclan la muestra y el solvente con un mortero y una maja, y otros usan una licuadora. Existe preocupación por el uso de la licuadora debido a la introducción de aire que puede disminuir la eficacia, así como la aerosolización de las heces que contaminan el área de preparación. Luego se cuela la suspensión a través de un filtro y se transfiere a un recipiente de administración. Si la suspensión se va a usar más tarde, puede congelarse después de diluirse con glicerol al 10%, y usarse sin pérdida de eficacia en comparación con la muestra fresca. El material de trasplante fecal se prepara y administra en un entorno clínico para garantizar que se tomen precauciones.

### Administración
Después de convertirse en suspensiones, el material fecal se puede administrar de través de tubos nasogástricos y nasoduodenales, o de respaldo a través de un colonoscopio o como un enema de retención.

## Mecanismo de acción
Una hipótesis detrás del trasplante de microbiota fecal se basa en el concepto de interferencia bacteriana, es decir, el uso de bacterias inofensivas para desplazar organismos patógenos, como la exclusión competitiva de nicho. En el caso de CDI, el patógeno C. difficile es identificable. Recientemente, en un estudio piloto de cinco pacientes, se demostró que el filtrado fecal estéril tiene una eficacia comparable a la FMT convencional en el tratamiento de CDI recurrente. La conclusión de este estudio fue que los componentes de filtrado solubles (como bacteriófagos, metabolitos y/o componentes bacterianos, como las enzimas) pueden ser los mediadores clave de la eficacia de FMT, en lugar de las bacterias intactas. Ahora se ha demostrado que el valerato de ácido graso de cadena corta se restaura en muestras fecales humanas de pacientes con CDI y un modelo de biorreactor de CDI recurrente por FMT, pero no solo por cese de antibióticos; como tal, esto puede ser un mediador clave de la eficacia de FMT. Otros estudios han identificado cambios de inicio rápido pero bien mantenidos en el perfil de bacteriófagos intestinales después de una FMT exitosa (con colonización del receptor con bacteriófagos de donantes), y esta es, por lo tanto, otra área clave de interés. 
Por el contrario, en el caso de otras afecciones, como la colitis ulcerosa, todavía no se ha identificado a ningún culpable. Sin embargo, el análisis de los cambios en el microbioma intestinal y el metabonoma después del FMT como tratamiento para la colitis ulcerosa ha identificado algunos posibles candidatos de interés.

## Historia
El concepto de tratar las enfermedades del colon con materia fecal se originó en la India. Charak Samhita y muchos otros textos antiguos de Ayurveda que datan de más de 3000 años recomiendan la ingesta de orina o estiércol de vaca para múltiples trastornos relacionados con el estómago. La literatura médica china del siglo IV también menciona el uso de materia fecal para tratar la intoxicación alimentaria y la diarrea severa. 1200 años después, el médico de la dinastía Ming, Li Shizhen, usó "sopa amarilla" (también conocida como "jarabe dorado") que contenía heces frescas, secas o fermentadas para tratar enfermedades abdominales. La "sopa amarilla" estaba hecha de materia fecal y agua, que la persona bebía.
El consumo de "heces de camello frescas y calientes" también ha sido recomendado por los beduinos como remedio para la disentería bacteriana; su eficacia es probablemente atribuible a la subtilisina antimicrobiana producida por Bacillus subtilis fue confirmada anecdóticamente por soldados alemanes de Afrika Korps durante la Segunda Guerra Mundial.
El primer uso de FMT en la medicina occidental fue publicado en 1958 por Ben Eiseman y sus colegas, un equipo de cirujanos de Colorado, que trataron a cuatro personas críticamente enfermas con colitis pseudomembranosa fulminante (antes de que C. difficile fuera la causa conocida) usando enemas fecales, que resultó en un rápido retorno a la salud. Durante más de dos décadas, Thomas Borody, el proponente moderno de FMT, ha ofrecido FMT como una opción de tratamiento en el Centro de Enfermedades Digestivas en Five Dock. En mayo de 1988, su grupo trató al primer paciente con colitis ulcerosa usando FMT, lo que resultó en la resolución completa de todos los signos y síntomas a largo plazo. En 1989 trataron a un total de 55 pacientes con estreñimiento, diarrea, dolor abdominal, colitis ulcerosa y enfermedad de Crohn con FMT. Después de FMT, 20 pacientes fueron considerados "curados" y otros 9 pacientes tuvieron una reducción en los síntomas. Los trasplantes de heces se consideran aproximadamente 90 por ciento efectivos en aquellos con casos severos de colonización por Clostridium difficile, en quienes los antibióticos no han funcionado.
El primer ensayo controlado aleatorio en la infección por Clostridium difficile se publicó en enero de 2013. El estudio se detuvo temprano debido a la efectividad de la FMT, con el 81% de los pacientes logrando la cura después de una sola infusión y más del 90% logrando la cura después de una segunda infusión. 
Desde entonces, varias instituciones han ofrecido FMT como una opción terapéutica para una variedad de afecciones.

## Sociedad y cultura

### Regulación
El interés en FMT creció en 2012 y 2013, medido por el número de ensayos clínicos y publicaciones científicas.
En los Estados Unidos, la FDA anunció en febrero de 2013 que celebraría una reunión pública titulada "Microbiota fecal para trasplantes" que se celebró del 2 al 3 de mayo de 2013. En mayo de 2013, la FDA también anunció que había estado regulando el material fecal humano como medicamento. La American Gastroenterological Association  (AGA), el Colegio Estadounidense de Gastroenterología (ACG), la Sociedad Estadounidense de Endoscopia Gastrointestinal (ASGE) y la Sociedad Norteamericana de Gastroenterología, Hepatología y Nutrición Pediátrica (NASPGHAN) solicitaron aclaraciones, y el Centro de la FDA para La Evaluación e Investigación de Productos Biológicos (CBER, por sus siglas en inglés) declaró que el FMT está dentro de la definición de un producto biológico como se define en la Ley del Servicio de Salud Pública y la definición de un medicamento en el sentido de la Ley Federal de Alimentos, Medicamentos y Cosméticos. Argumentó que dado que el FMT se usa para prevenir, tratar o curar una enfermedad o afección, y que tiene la intención de afectar la estructura o cualquier función del cuerpo, "un producto para tal uso" requeriría una aplicación de Investigaciones de Nuevos Medicamentos (IND).
En julio de 2013, la FDA emitió una política de cumplimiento ("orientación") con respecto al requisito de IND para usar FMT para tratar la infección por C. difficile que no responde a las terapias estándar (78 FR 42965, 18 de julio de 2013).
En marzo de 2014, la FDA emitió una actualización propuesta (llamada "borrador de orientación") que, cuando se finaliza, tiene la intención de reemplazar la política de cumplimiento de julio de 2013 para FMT para tratar infecciones por C. difficile que no responden a las terapias estándar. Propuso un período de aplicación discrecional provisional, si:  
1. se utiliza el consentimiento informado, mencionando el aspecto y los riesgos de la investigación,
2. el donante de heces es conocido por la persona con la afección o el médico, y
3. el donante de heces y las heces se examinan y evalúan bajo La dirección del médico (79 FR 10814, 26 de febrero de 2014). Algunos médicos y personas que quieren usar FMT han estado preocupados de que la propuesta, si se finaliza, cierre el puñado de bancos de heces que han surgido, utilizando donantes anónimos y enviando a proveedores a cientos de millas de distancia.[44]

El FMT 2015 para infecciones recurrentes por C. difficile se puede realizar sin pruebas obligatorias de donantes de heces, mientras que el FMT para otras indicaciones no se puede realizar sin un IND.

### Bancos de heces
En 2012, un equipo de investigadores del Instituto de Tecnología de Massachusetts fundó OpenBiome, el primer banco público de heces en los Estados Unidos.
En toda Europa, han surgido numerosos bancos de heces para satisfacer la creciente demanda. Si bien existe una buena relación de consenso, los procedimientos operativos estándar siguen siendo diferentes. Las instituciones en los Países Bajos han publicado sus protocolos para gestionar FMT, y en Dinamarca las instituciones gestionan FMT de acuerdo con la directiva europea sobre tejidos y células.
En 2016, un equipo de empresarios lanzó el Asia Microbiota Bank en Hong Kong, que es el primer banco comercial de heces en Asia. El Banco también apoya el Centro Digestivo de Hong Kong, que suministra trasplante de microbiota fecal tanto mediante enema como cápsula oral.

## Investigación
Las bacterias intestinales cultivadas se están estudiando desde 2013, como una alternativa al trasplante de microbiota fecal. Un ejemplo es la bacterioterapia rectal (RBT), desarrollada por Tvede y Helms, que contiene 12 cepas cultivadas individualmente de bacterias anaerobias y aerobias que se originan a partir de heces humanas "sanas". También se han realizado investigaciones para identificar los microbios más relevantes dentro de los trasplantes fecales, que luego podrían aislarse y fabricarse mediante fermentación industrial; dichos productos estandarizados serían más escalables, reducirían el riesgo de infecciones por microbios no deseados y mejorarían el estudio científico del enfoque, ya que se administraría la misma sustancia cada vez.

## Uso veterinario
Elefantes, hipopótamos, koalas y pandas nacen con intestinos estériles, y para digerir la vegetación necesitan las bacterias que obtienen al comer las heces de sus madres, una práctica denominada coprofagia. Otros animales comen estiércol.
En medicina veterinaria, el trasplante de microbiota fecal se conoce como "transfaunación" y se usa para tratar animales rumiantes, como vacas y ovejas, al alimentar el contenido de rumen de un animal sano a otro individuo de la misma especie para colonizar su tracto gastrointestinal con normalidad. bacterias.

## Terminología
Los términos previos para el procedimiento incluyen bacterioterapia fecal, transfusión fecal, trasplante fecal, trasplante de heces, enema fecal e infusión probiótica humana (HPI). Debido a que el procedimiento implica la restauración completa de toda la microbiota fecal, no solo un agente único o una combinación de agentes, estos términos ahora han sido reemplazados por el nuevo término trasplante de microbiota fecal.

## Otras lecturas
- BIBBÒ Stefano, IANIRO Gianluca, GASBARRINI Antonio, CAMMAROTA Giovanni (December 2017). «Fecal microbiota transplantation: past, present and future perspectives». Minerva Gastroenterologica e Dietologica 63 (4): 420-430. PMID 28927251. doi:10.23736/S1121-421X.17.02374-1.